# Lancashire and Yorkshire Railway
Lancashire and Yorkshire Railway (L&YR) — британская железнодорожная компания, созданная в 1847 году и просуществовавшая до образования Большой четвёрки в 1923 году. L&YR объединила несколько существовавших в середине XIX века железных дорог и стала третьей по величине железнодорожной системой Северной Англии.
Объём перевозок компании потребовал содержать парк из 1650 паровозов, что сделало её одной из самых загруженных железных дорог Британских островах с наибольшим соотношением числа локомотивов к протяжённости путей. Любые две соседние станции располагались не далее чем в 9 км друг от друга, а список из 1904 пассажирских маршрутов занимал 57 страниц в справочнике Брэдшоу — по этому показателю L&YR уступала только трём компаниям: Great Western Railway, London and North Western Railway и Midland Railway. Это была первая магистральная железная дорога, осуществившаяэлектрификацию части линий. L&YR также осуществляла перевозки на пароходах через Ирландское и Северное моря и являясь самым крупным судовладельцем среди британских железнодорожных компаний.
1 января 1922 года компания была поглощена London and North Western Railway. Год спустя объединённая компания стала крупнейшей составной частью London, Midland and Scottish Railway.

## История
L&YR была образована в 1847 году объединением нескольких крупных линий, важнейшей из которых была Manchester and Leeds Railway, образованная в 1836 году.

### Объединённые компании
Ниже приведён список компаний, вошедших в L&YR, отсортированный по дате принятия акта парламента, разрешавшего присоединение. В нескольких случаях фактическая дата присоединения.
- Manchester and Leeds Railway, 4 июля 1836 — 9 июля 1847
  - Manchester, Bolton and Bury Canal Navigation and Railway, 23 августа 1831 — 18 июля 1846[2]
  - Huddersfield and Sheffield Junction Railway, 30 июня 1845 — 27 июля 1846, как Penistone Line.
  - Liverpool and Bury Railway, 31 июля 1845 — 27 июля 1846
  - Preston and Wyre Railway, Harbour and Dock Company, 1 июля 1839 — 3 августа 1846 (joint LNWR from 28 июля 1849)
    - Preston and Wyre Railway and Harbour Company, 3 июля 1835 — 1 июля 1839

  - West Riding Union Railway, 18 августа 1846 — 17 ноября 1846
    - West Yorkshire Railway, 1845 — 18 августа 1846
    - Leeds and West Riding Junction Railway, ? — 18 августа 1846
- Ashton, Stalybridge and Liverpool Junction Railway, 19 июля 1844 — 9 июля 1847
- Wakefield, Pontefract and Goole Railway, 31 июля 1845 — 9 июля 1847
- Manchester and Southport Railway, 22 июля 1847 — 3 июля 1854 (joint ELR)
- Liverpool, Crosby and Southport Railway, 2 июля 1847 — 14 июня 1855
- Blackburn Railway, 24 июля 1851 — 12 июля 1858 (joint ELR)
  - Bolton, Blackburn, Clitheroe and West Yorkshire Railway, 9 июля 1847 — 24 июля 1851
    - Blackburn, Darwen and Bolton Railway, 30 июня 1845 — 9 июля 1847
    - Blackburn, Clitheroe and North Western Junction Railway, 27 июля 1846 — 9 июля 1847
- Sheffield, Rotherham, Barnsley, Wakefield, Huddersfield and Goole Railway, 7 августа 1846 — 2 августа 1858 (acquired northern half of line)
- East Lancashire Railway, 21 июля 1845 — 13 мая 1859
  - Manchester, Bury and Rossendale Railway, 4 июля 1844 — 21 июля 1845
  - Blackburn, Burnley, Accrington and Colne Extension Railway, 30 июня 1845 — 21 июля 1845
  - Blackburn and Preston Railway, 6 июня 1844 — 3 августа 1846
  - Liverpool, Ormskirk and Preston Railway, 18 августа 1846 — октября 1846
- Fleetwood, Preston and West Riding Junction Railway, 27 июля 1846 — 17 июня 1866 (joint LNWR)
  - Preston and Longridge Railway, 14 июля 1836 — 23 июня 1856
- Blackpool and Lytham Railway, 17 мая 1861 — 29 июня 1871 (joint LNWR)
- Lancashire Union Railway, 25 июля 1864 — 16 июля 1883 (joint LNWR)
- North Union Railway, 22 мая 1834 — 26 июля 1889 (joint LNWR)
  - Wigan Branch Railway, 29 мая 1830 — 22 мая 1834
  - Preston and Wigan Railway, 22 апреля 1831 — 22 мая 1834
  - Bolton and Preston Railway, 15 июня 1837 — 10 мая 1844
- Bury and Tottington District Railway, 2 августа 1877 — 24 июля 1888
- West Lancashire Railway, 14 августа 1871 — 15 июля 1897
- Liverpool, Southport and Preston Junction Railway, 7 августа 1884 — 15 июля 1897

### Структура
Система состояла из множества ответвлений и альтернативных маршрутов, поэтому указать главную линию нелегко. Административно железная дорога состояла из трёх отделений:
- Западное отделение:
  - из Манчестера в Блэкпул и Флитвуд;
  - из Манчестера в Болтон, Уиган, Саутпорт и Ливерпуль, прямая линия в Ливерпуль;
- Восточный Ланкашир или Центральное отделение:
  - из Манчестера в Олдем, Бери, Рочдейл, Тодморден, Аккрингтон, Бернли и Колн, а также соединение с LNWR в Стокпорте для сквозного движения в Лондон;
- Восточное отделение:
  - из Тодморден в Галифакс, Брэдфорд, Лидс, Хаддерсфилд, Уэйкфилд, Нормантон, Гул и Донкастер.

Железные дороги Центрального и Западного отделений имели несколько соединений, а Восточное и Центральное соединяла единственная линия. Эта линия пересекала Пеннинские горы между Ланкаширом и Йоркширом через несколько длинных туннелей, самым длинным из которых был Саммит (2638 м) возле Рочдейла. Шесть других туннелей имели протяжённость более 900 м.

### Железнодорожная станция Манчестер-Виктория
Железнодорожная станция Виктория была одной из крупнейших станций в стране и первой из четырёх, названных в честь королевы Виктории — ранее вокзалов в Лондоне, Шеффилде и Ноттингеме. Станция имела 17 платформ общей длиной более 2800 м. После консолидации британских железных дорог платформу № 11 продлили, чтобы соединить с платформой № 3 на соседней железнодорожной станции — Манчестерская биржа. Получившаяся платформа имела длину 682 м, что сделало её самой длинной железнодорожной платформой в Британии. К настоящему времени число платформ уменьшено до восьми: двух для поездов Metrolink, двух тупиковых платформ и четырёх проходных платформ под стадионом Манчестер Арена, который теперь занимает значительную территорию прежней станции. Главный фасад и здание вокзала оригинальной станции Хантс-Бэнк все ещё существуют и содержатся в относительно хорошем состоянии.

### Электрификация
L&YR первой в стране электрифицировала магистральный маршрут. В Ливерпуле была введена в строй система с двумя контактными рельсами напряжением 600 В постоянного тока. Позднее она была преобразована в систему с одним контактным рельсом. Общая протяжённость электрифицированных пригородных линий Ливерпуля составила 60 км. Хронологически электрификация была проведена в 1904—1913 годах:
- Ливерпульская биржа — Саутпорт и Кроссенс: 22 марта 1904 года;
- Ливерпуль — Эйнтри (два маршрута): июль и декабрь 1906 года;
- Саутпорт — Меолс-Коп: 1909 год;
- Эйнтри — Ормскирк: 1913 год.

В 1912 году фабрика Dick, Kerr & Co. в Престоне планировала участвовать в конкурсе на поставку железнодорожной техники в Бразилию. Руководство фабрики обратилось в L&YR с просьбой предоставить линию Бери —Холкомб-Брук для испытаний. Линия от станции Бери-Болтон-Стрит до Холкомб-Брук была электрифицирована воздушной системой напряжением 3,5 кВ постоянного тока. После продолжительных испытаний 29 июля 1913 года начались регулярные перевозки пассажиров. После завершения испытаний в 1916 году L&YR выкупила оборудование и подвижной состав линии.

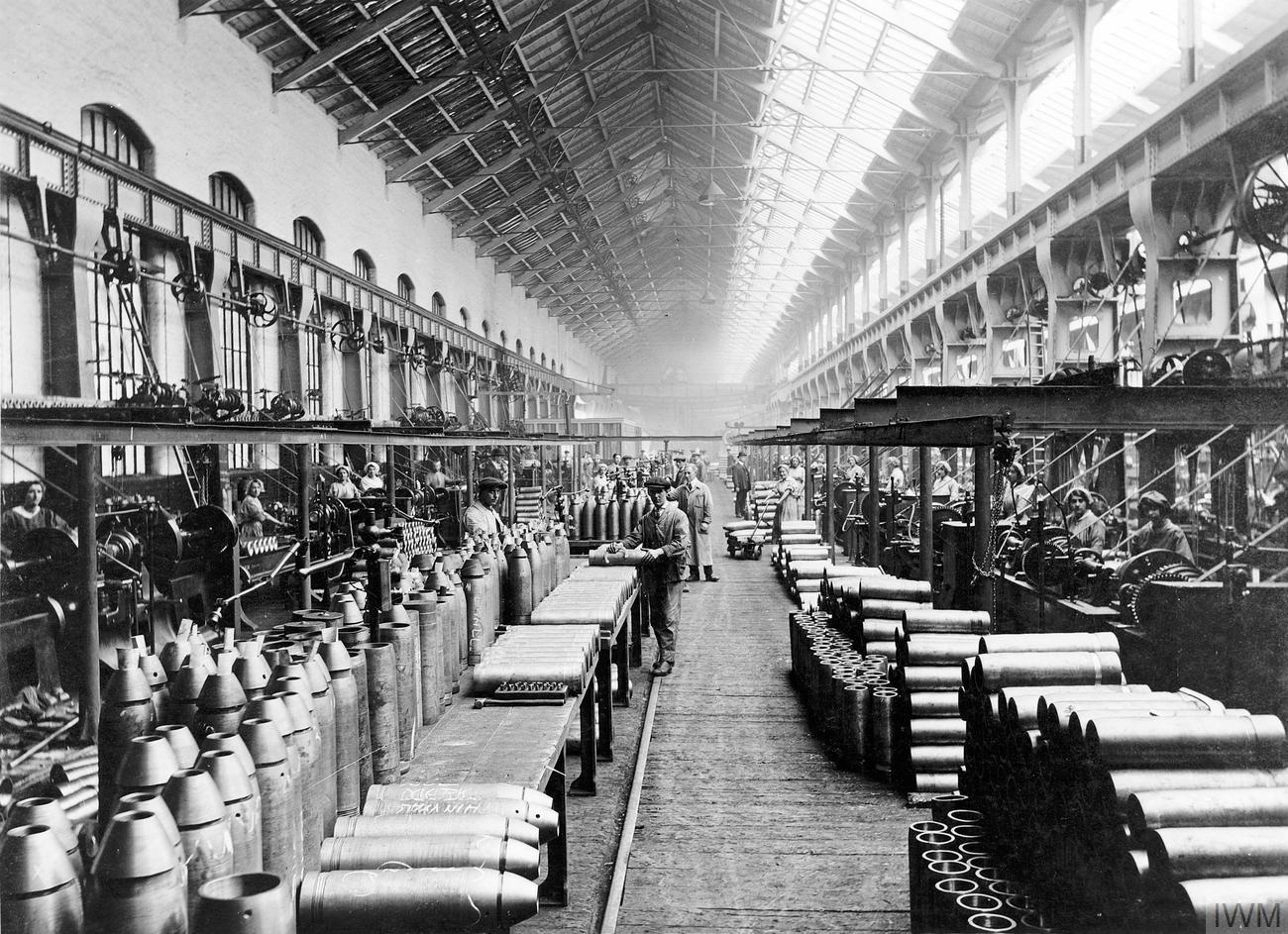
Изготовление снарядов на заводе компании L&YR в Хорвиче (1915)

В 1913 году было принято решение электрифицировать маршрут из Манчестера в Бери напряжением 1,2 кВ постоянного тока, чтобы противостоять конкуренции со стороны трамвайных линий. Для электропитания использовался третий рельс, электропоезда начали ходить 17 апреля 1916 года. Однако из-за того, что завод в Хорвиче работал на нужды войны, поставки электрического подвижного состава задерживались, поэтому до августа 1916 года наряду с ними использовались и паровозы. В 1920 году L&YR также планировала электрификацию линии Манчестер — Олдем — Шо и линию в Ройтон, однако работы на этих направлениях так и не начались. В 1917 году началось переоборудование линии Бери —Холкомб-Брук на систему с третьим рельсом по аналогии с линией из Манчестера в Бери. Первые поезда этого типа вышли на маршрут 29 марта 1918 года.

### Ливреи

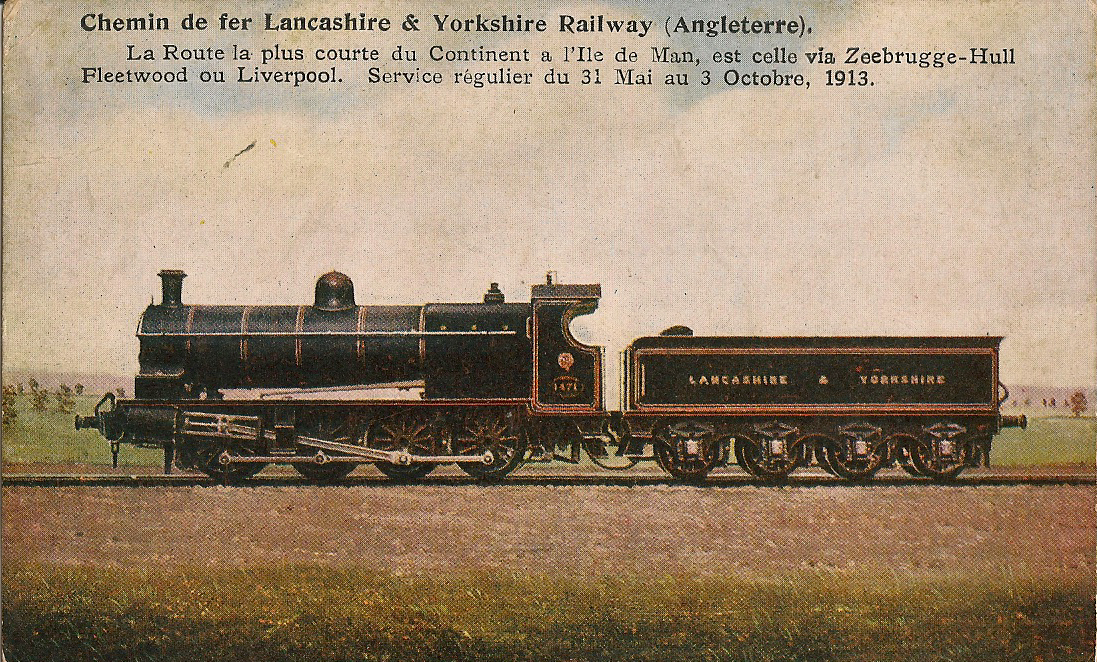
Паровоз L&YR на исторической открытке

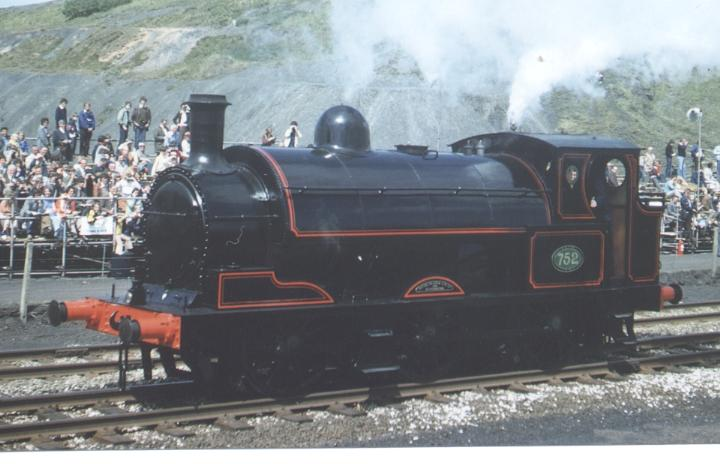
L&YR Aspinall 0-6-0ST № 752 в Рейнхилле в 1980 году в чёрной ливрее с красными линиями грузовых паровозов

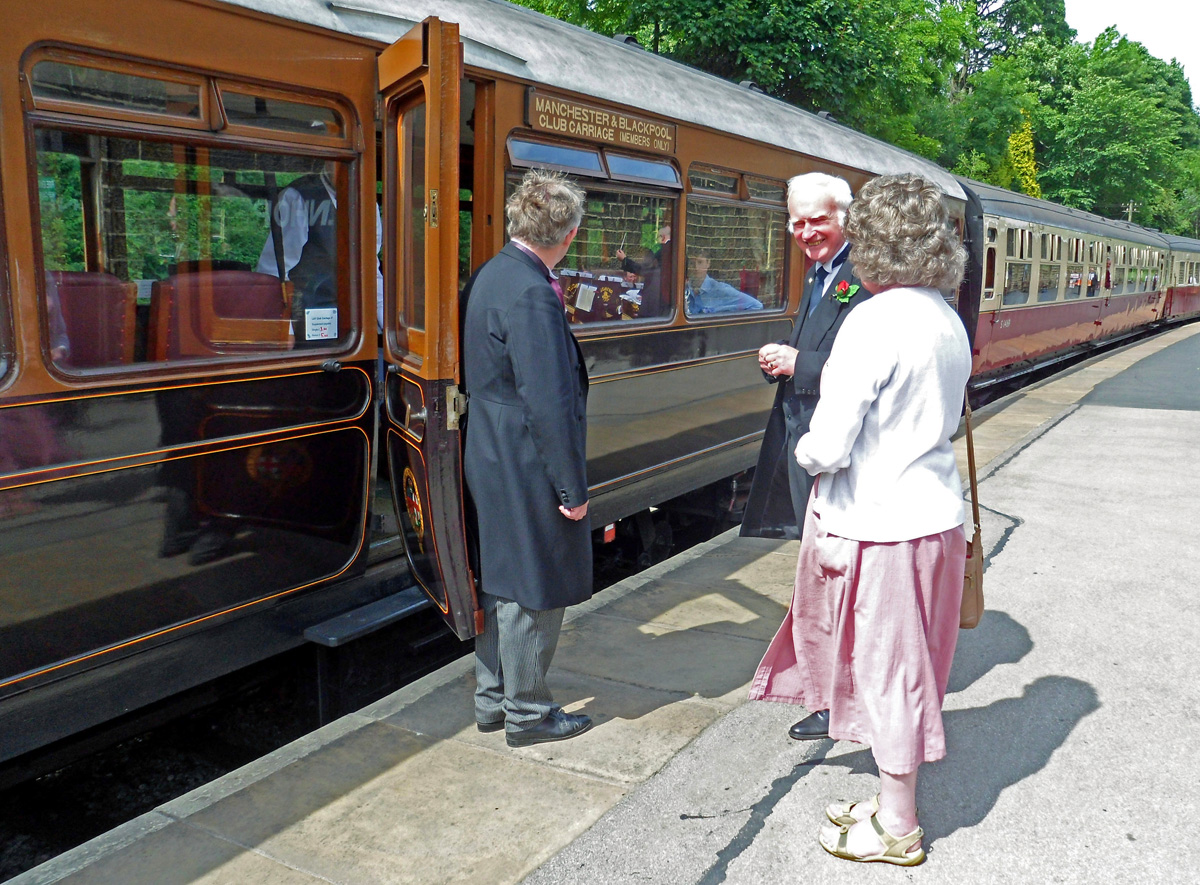
Вагон поезда Блэкпул — Манчестер 1912 года в исторической раскраске

Локомотивы Lancashire and Yorkshire Railway первоначально окрашивались в тёмно-зелёный цвет с декоративными элементами из меди и чёрно-белыми линиями. В 1876 году тёмно-зелёный был изменён на светло-зелёный, а грузовые паровозы стали чёрными. В 1878 году грузовые локомотивы также были перекрашены в светло-зелёный цвет. Эта ливрея просуществовала до 1883 года, когда все локомотивы получили чёрную окраску, при этом пассажирские паровозы имели красно-белые линии, а грузовые — только красные либо не имели их вовсе.
Пассажирские вагоны первоначально окрашивались в коричневый цвет (тик), а в 1875 году на смену ему пришёл светло-коричневый. В 1879 году было принято решение использовать «немного более яркий оттенок». Наконец, в июне 1881 года было объявлено, что нижние панели должны быть окрашены в «лаковый цвет». Между 1896 и 1914 годами верхние панели стали жёлто-коричневыми, а нижние — пурпурно-коричневыми, концы — тёмно-коричневыми. Крыши, как правило, красили в тёмно-серый, но некоторые имели тёмно-красный цвет.
Грузовые вагоны оставались неокрашенными до 1902 года, за исключением изготовленных из стали, которые окрашивали в чёрный. После 1902 года вагоны стали тёмно-серыми. Символ в виде перевёрнутого треугольника внутри круга был заменен в 1902—1903 годах заменила аббревиатура «LY». Тормозные вагоны имели чёрный цвет, а специальные вагоны окрашивались в различные цвета, например, пороховые — в красный, рыбные — в белый, для масла — в бледно-синий и так далее.
Футбольная команда завода L&YR Carriage and Wagon Works из Ньютон-Хит в итоге стала клубом «Манчестер Юнайтед».

### Происшествия
4 сентября 1860 года в Хелмшоре часть пассажирского состава отсоединилась и съехала вниз по линии, столкнувшись с другим поездом. В результате 11 человек погибли и 77 получили ранения.
15 января 1880 года на станции Берско-Джанкшен участка Ливерпуль—Престон произошла авария, в результате которой погибло девять человек.
27 сентября 1870 года пассажирский поезд столкнулся с грузовым поездом возле Мозесгейта. Несколько пассажиров получили ранения, было повреждено около десятка пассажирских и несколько грузовых вагонов.
3 августа 1896 года на станции Престон-Джанкшен пассажирский поезд L&YR столкнулся с пассажирском поездом West Lancashire Railway. Один человек погиб и семеро получили ранения. Причиной была невнимательность машиниста, не увидевшего запрещающий сигнал.
15 июля 1900 года на станции Ватерлоо в Ланкашире (в настоящее время — в Мерсисайде) пассажирский поезд сошёл с рельсов из-за превышения скорости. Семь человек погибли, 30 получили ранения.
22 октября 1903 года пассажирский экспресс столкнулся с паровозом в Сауэрби-Бридж (Йоркшир) из-за ошибки сигнальщика. Третий поезд на малой скорости столкнулся с обломками, оставшимися от первой аварии. Один человек погиб
21 апреля 1905 в Хаддерсфилде (Йоркшир) в результате столкновения между порожним составом London and North Western Railway (LNWR) и пассажирским поездом L&YR. Погибли два человека. Машинист LNWR проехал на запрещающий сигнал, но одним из факторов, приведших к аварии, была признана усталость.
27 июля 1905 года в Бланделлсэндс из-за ошибок сигнальщика и машиниста столкнулись два пассажирских электропоезда. Погибло 20 и было ранено 48 человек.
22 января 1909 года на Хиндли-Энд-Блэкрод-Джанкшен (Ланкашир) два локомотива перегонялись на боковой путь, но один в нарушение правил остался на главной магистрали. С ним столкнулся пассажирский поезд, погиб один и было ранено 33 человека.
21 июня 1912 года пассажирский поезд сошёл с рельсов на повороте у Чарльзтауна из-за расхождения рельсов. Четыре человека погибли, двенадцать получили ранения.
28 октября 1913 года произошло расцепление грузового состава. Задняя часть поехала назад и сошла с рельсов в Локвуде (Йоркшир).
18 марта 1915 года пассажирский экспресс проследовал на запрещающий сигнал и столкнулся с порожним грузовым составом в Смити-Бридж (Ланкашир). Четыре человека погибло, 33 ранено.
2 февраля 1916 года из-за проседания грунта обрушился виадук в Пенистоне (Йоркшир). В момент обрушения на мосту находился локомотив, но его бригада успела убежать.
В Пендлбери (Ланкашир) произошло расцепление грузового состава. Задняя часть была слишком тяжелой для паровоза-толкателя, работавшего в конце состава, и он вместе с вагонами поехал назад и сошёл с рельсов в улавливающием тупике.
17 июля 1920 года на Локсток-Джанкшен у Болтона лоб в лоб столкнулись два пассажирских состава. Погибло четыре человека, 148 получили ранения. Машинист проигнорировал запрещающий сигнал.

### В составе «Большой четвёрки» и British Railways
1 января 1922 года L&YR объединилась с London and North Western Railway, которая в 1923 году стала частью новой London, Midland and Scottish Railway (LMS). Должности генерального директора, секретаря и главного механика компании заняли бывшие сотрудники L&YR. Линии бывшей L&YR стали ядром Центрального отделения LMS.
LMS не занималась развитием прежних маршрутов L&YR. После национализации в 1948 году последовал период рационализации и модернизации. Система L&YR сохранилась в основном без изменений, хотя часть маршрутов была закрыта, многие из них находились в пределах прежнего подразделения L&YR в Восточном Ланкашире:
- Бери — Манчестер: преобразован в линию Manchester Metrolink в 1992 году;
- Бери — Клифтон-Джанкшен: закрыт в 1966 году[16];
- Бери/Рэдклифф — Болтон: закрыт 1970 году;
- Бери — Рочдейл: закрыт для регулярных пассажирских перевозок в 1970 году, частично сохранился как историческая железная дорога East Lancashire Railway;
- Бери — Аккрингтон/Бэкап: закрыт для регулярных пассажирских перевозок в 1966 году, частично сохранился как историческая железная дорога East Lancashire Railway;
- Бери — Холкомб-Брук: полностью закрыт в 1963 году;
- Рочдейл — Бэкап: полностью закрыт 1967 году;
- Рочдейл — Манчестер через Олдем (Олдемская петля): преобразован в линию Manchester Metrolink[17][18];
- Блэкберн — Бернли через Падихам (Грейтхарвудская петля): закрыт в 1964 году[19];
- Блэкберн — Чорли: закрыт в 1960 году[20];
- Престон — Саутпорт; закрыто в 1964 году;
- Престон — Лонгридж: закрыто в 1930 году;
- Саутпорт — Альткар: закрыт в 1952 году.

### Сегодняшние маршруты
Большая часть маршрутов прежней L&YR теперь обслуживаются компанией Notrthern. Станция Манчестер Виктория перестроена с уменьшением площади, сохранилось здание терминала. Caldervale Line под названием West Yorkshire Metro также эксплуатируется компанией Northern и использует большую часть бывшей инфраструктуры L&YR.

## Локомотивы
Первоначально паровозный завод L&YR располагался в районе Майлз-Плэттинг в Манчестере. С 1889 года локомотивы производились в Хорвиче.

## Сохранившийся подвижной состав
Сохранилось семь паровозов L&YR, построенных с 1881 по 1910 годы, и один маневровый тепловоз.
Наиболее старый сохранившийся пассажирский вагон L&YR датируется 1878 годов. На Keighley & Worth Valley Railway в частной коллекции находится директорских вагон-салон № 1. Несколько вагонов сохраняются фондом Lancashire and Yorkshire Railway Trust.
Многие грузовые вагоны L&YR, которые были проданы Barry Railway Company, также сохранились. В Midland Rail Centre в Баттерли находится динамометрический вагон.

## Суда
К 1923 году L&YR обладала самым большим флотом из всех железнодорожных компаний. В 1902 году активы компании ей были приобретены активы компании Drogheda Steam Packet на сумму 80 000 фунтов стерлингов. В 1905 году L&YR купила пароходство Goole Steam.
К 1913 году компании принадлежало 26 судов, ещё два строились, а пять находились в совместной собственности с LNWR. Пароходы L&WR курсировали между Ливерпулем и Дрогедой, Халлом и Зебрюгге, а также между Гулом и многими континентальными портами, включая Амстердам, Копенгаген, Гамбург и Роттердам. Суда в совместном пользовании перевозили пассажиров между Флитвудом, Белфастом и Дерри.